# Jean-Marc Montera
Jean-Marc Montera es un guitarrista y compositor francés. En la actualidad es una de las figuras más reconocidas del música experimental de Marsella. 
En su etapa colabora con artistas consagrados como Derek Baily, Fred Frith, André Jaume, Barre Phillips, Yves Robert, Loren Mazzacane Connors, Thurston Moore, Lee Ranaldo, Louis Sclavis, Hifiklub, Michel Doneda y Sarah Kane. Dependiendo de las necesidades del estilo que interpreta, Montera ha usado guitarras de distintos tipos.
El GRIM (acrónimo de Groupe de Recherche et d'Improvisation Musicales) es un instituto de investigación sobre improvisación musical y música experimental. Fundado en 1978 por Montera.

## Discografía
- Naxos (con Barre Phillips y Claudia Phillips), 1987.
- Tavagna Group, con André Jaume y Rémi Charmasson: Piazza di Luna, 1989.
- Unlike, 1990.
- Paolo Daminani Ensemble: Song tong, 1991.
- HumaNoise congress, 1992.
- Christine Wodrascka Quartet: Transkei, 1994.
- Hang Around Shout, 1995 (live).[1]
- Gianni Gebbia, Miriam Palma, Vittorio Villa: Terra arsa, 1996.
- Improvvisazioni Quartetto (con Mike Cooper, Mauro Orselli y Eugenio Sanna), 1997.
- Smiles from Jupiter, Soloalbum, 1998.
- King Übü Örchestrü: Trigger zone, 1998.
- MMMR, 1998 (con Lee Ranaldo, Thurston Moore y Loren Mazzacane Connors).
- NOT, 1999 (con Érik M. y Michel Doneda).[2]
- Smiles from Jupiter, 2000.[3]
- Roman, 2004 (con Louis Sclavis).[4]
- L'Hôtesse (con Sandy Amerio).
- Fred Frith large group: Stone, Brick, Glass, Wood, Wire, 1995.

## Soundtrack
- 2010: Alter ego, film by Jérôme Nunes.